# État insulaire

Carte des États insulaires : en bleu ceux qui ne possèdent aucune frontière terrestre avec un autre État, en vert ceux qui possèdent une frontière terrestre avec un autre État.

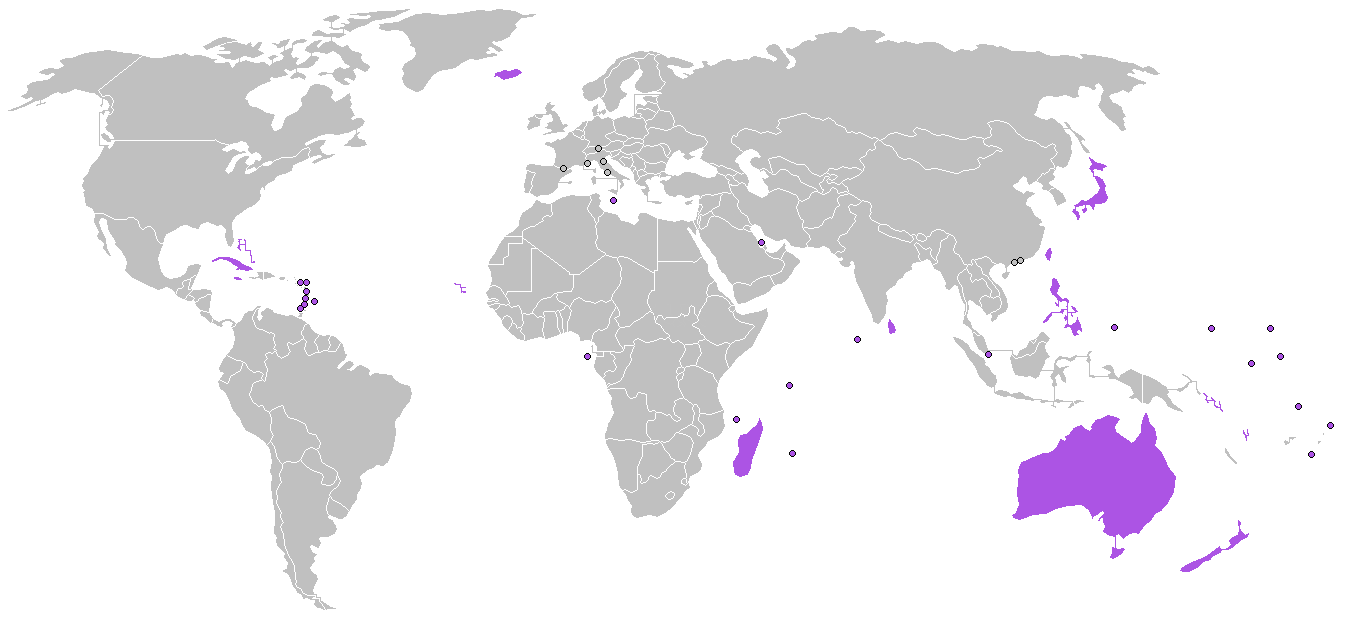
Carte des États insulaires sans frontières terrestres, en comptant l’Australie.

Un État insulaire est un pays dont le territoire est composé d'une ou plusieurs îles ou archipels. En 2011, 47 des 193 pays membres de l'Organisation des Nations unies sont des États insulaires, soit près d'un quart.

## Géographie
Les États insulaires sont la plupart du temps de petits pays dont la population est relativement faible.
Parmi les 47 États insulaires souverains :
- 6 occupent une partie d'île : Haïti et République dominicaine[3], Brunei[4], Timor oriental[5], et Irlande[6], ainsi que la Papouasie-Nouvelle-Guinée[7] ;
- 11 occupent une île principale : Islande, Jamaïque, Sainte-Lucie, Madagascar, Bahreïn,  Chypre, Cuba, Sri Lanka, Taïwan, Nauru et Dominique ;
- 8 occupent deux îles principales : Royaume-Uni[8], Antigua-et-Barbuda, Saint-Christophe-et-Niévès, Sao Tome-et-Principe, Maurice[9], Nouvelle-Zélande[10], Grenade[11] et Trinité-et-Tobago ;
- 2 occupent plus de deux îles principales : Comores (avec 3 îles[12]), et Indonésie (avec 13 466 îles, dont 922 habitées).

La Malaisie — divisée entre Malaisie péninsulaire (majeure partie de la péninsule Malaise) et de la Malaisie orientale (nord de Bornéo) — n'est pas classée comme un État insulaire, pas plus que l'Australie, celle-ci étant généralement considérée comme la partie continentale de l'Océanie. 

## Politique
La part d'États insulaires démocratiques est plus élevée que celle des pays continentaux. Historiquement, ils sont plus enclins à la stabilité politique que leurs voisins continentaux.

## Relations internationales
Les États insulaires ont souvent été l'objet de conquêtes maritimes et de rivalité entre deux ou plusieurs pays. Les États insulaires sont plus susceptibles d'être attaqués par des grands États continentaux du fait de leur taille et de leur dépendance aux voies de communications aériennes et maritimes. Beaucoup de pays insulaires sont aussi vulnérables aux attaques de mercenaires ou d'autres envahisseurs, même si leur situation géographique isolée fait d'eux des cibles difficiles à atteindre. 

## Économie
Beaucoup d'États insulaires dépendent de la pêche, étant donné le fait que l'eau entoure complètement leur territoire. Certains se tournent vers les énergies renouvelables : éolienne, hydraulique, géothermie, biodiesel, etc., pour éviter une dépense trop importante en produits pétroliers.